# Friedrich Christiansen
Friedrich Christiansen (Wyk auf Föhr, 1879. december 12. – Aukrug, 1972. december 3.) német katona. Az első világháború legeredményesebb német vadászpilótái közé tartozott, tizenhárom hivatalos győzelme volt. A második világháborúban a Wehrmacht hollandiai parancsnoka volt. A háború után, mint háborús bűnöst, elítélték.